# 김병세
김병세(金炳世, 1962년 9월 26일 ~ )는 대한민국의 배우이다.

## 생애
서울 오산고등학교를 졸업한 후 미국으로 이주하여 캘리포니아 주립 대학교를 졸업한 뒤 1986년 미국에서 연극배우 첫 데뷔하였으며 이듬해 1987년 뮤지컬 배우 데뷔 이후 1990년까지 미국에서 연극배우 겸 뮤지컬 배우 활동하였고 1990년부터 대한민국에서 연극배우 활동하다가 1993년에 장길수 감독의 영화 《웨스턴 애비뉴》의 조연으로 영화배우 데뷔하였다.
2010년에는 배우 조형기, 박상면과 아울러 SBS 예능 프로그램 《놀라운 대회 스타킹》에서 고정 패널로서 폭소담을 드러내며 맹활약하기도 하였다.

## 학력
- 오산고등학교 졸업
- 미국 캘리포니아 주립대학교 롱비치 산업공학과 학사

## 출연작

### 영화
- 1993년 《웨스턴 애비뉴》
- 1994년 《장미의 나날》 ... 동규 역
- 1994년 《커피 카피 코피》 ... 오기찬 역
- 1994년 《나는 소망한다 내게 금지된 것을》 ... 김인수 역
- 1994년 《애수의 하모니카》 ... 효준 역
- 1997년 《일팔일팔》 ... 그자식 역
- 1998년 《까》 ... 유석 역
- 1999년 《애》 ... 현우 역
- 2002년 《케이티》 ... 김준권 역
- 2006년 《백만장자의 첫사랑》 ... 유 변호사 역

### 드라마, 시트콤
- 1994년 MBC 창사기념 특별기획드라마 《까레이스키》 ... 장기철 역
- 1995년 KBS2 일일연속극 《좋은 남자 좋은 여자》
- 1995년 SBS 납량특집드라마 《냉동인간》 ... 한승훈 역
- 1995년 SBS 일일연속극《사랑의 찬가》... 김영준 역
- 1995년 SBS 아침연속극 《엘레지》 ... 장서 역
- 1996년 SBS 일요아침드라마《오장군》
- 1996년 SBS 미니시리즈 《임꺽정》 ... 이장곤 역
- 1996년 MBC 미니시리즈 《애인》 ... 김우혁 역
- 1997년 SBS 아침연속극 《단 한번의 노래》...하성우 역
- 1997년 MBC 일일연속극 《세 번째 남자》 ... 김형철 역
- 1997년 KBS2 아침드라마 《신부의 방》
- 1997년 KBS2 수목드라마 《그대 나를 부를 때》 ... 장용준 역
- 1997년 KBS1 TV소설 《모정의 강》
- 1998년 KBS2 건국50주년 특별기획 드라마 주말연속극 《야망의 전설》 ... 유민재 역
- 1998년 KBS2 아침드라마 《바람처럼 파도처럼》
- 1998년 KBS2 주말연속극 《종이학》...최단장 역
- 1999년 KBS1 TV소설 《당신》... 박기출 역
- 1999년 KBS2 어린이드라마 《어린 왕자》 ... 한별 부 역
- 1999년 MBC 창사기념 특별기획드라마 《허준》 ... 유도지 역
- 1999년 SBS 드라마 스페셜 《퀸》 ... 김용주 역
- 2000년 MBC 미니시리즈 《신 귀공자》 ... 강성일 역
- 2000년 KBS2 아침드라마 《송화》...은석 역
- 2000년 MBC 월화드라마 《아줌마》 ... 오일권 역
- 2001년 SBS 아침연속극 《용서》 ... 한준섭 역
- 2001년 KBS2 특별기획드라마 《명성황후》 ... 민규호 역
- 2001년 KBS2 주말연속극 《동양극장》 ... 홍순언 역
- 2001년 SBS 아침연속극 《외출》...홍정남 역
- 2001년 MBC 월요시트콤 《연인들》 ... 이벤트 기획업사 사장 김병세 역 (특별 출연)
- 2002년 SBS 일일시트콤 《대박가족》 ... 이모부 역
- 2002년 SBS 드라마 스페셜 《나쁜 여자들》 ... 전택수 역
- 2003년 SBS 대기획 《올인》 ... 마이클 장 역
- 2003년 KBS1 대하드라마 《무인시대》 ... 고려 명종 역
- 2003년 SBS 아침연속극 《이브의 화원》 ... 임동현 역
- 2004년 MBC 주말연속극 《장미의 전쟁》 ... 이현우 역
- 2004년 MBC 월화미니시리즈 《불새》 ... 김호진 역
- 2004년 SBS 대하사극 《장길산》 ... 김기 역
- 2004년 KBS1 TV소설 《그대는 별》 ... 심춘보 역
- 2005년 SBS 아침연속극 《여왕의 조건》 ... 한성우 역
- 2005년 MBC 주말연속극 《결혼합시다》 ... 이경석 역
- 2005년 MBC 창사특집극 《직지》
- 2005년 SBS 아침연속극 《사랑하고 싶다》 ... 강지헌 역
- 2005년 ~ 2006년 SBS 대하사극 《연개소문》 ... 신라 태종 무열왕 김춘추 역
- 2006년 MBC 월화미니시리즈 《히트》 ... 찰리 박 역 (특별출연)
- 2006년 SBS 월화드라마 《내 남자의 여자》 ... 허달삼 역
- 2006년 SBS 대하사극 《왕과 나》 ... 조선 세조 역
- 2007년 MBC 일일연속극 《춘자네 경사났네》 ... 박달삼 역
- 2007년 MBC 특별기획 주말드라마 《내 생애 마지막 스캔들》 ... 안유식 역
- 2008년 SBS 월화드라마 《떼루아》 ... 앙드레 임(임덕칠) 역
- 2008년 MBC 일일연속극 《밥 줘》 ... 배도식 역
- 2009년 SBS 드라마 스페셜 《태양을 삼켜라》 ... 토니 역
- 2009년 SBS 대기획 《제중원》 ... 일본 공사 역
- 2010년 SBS 일일드라마 《세 자매》 ... 재석 역
- 2011년 SBS 월화드라마 《마이더스》 ... 제임스 역
- 2011년 KBS1 일일연속극 《우리집 여자들》 ... 차성주 역
- 2011년 채널A 월화드라마 《컬러 오브 우먼》 ... 남중근 역
- 2012년 MBC 특별기획 주말드라마 《닥터 진》 ... 조선 철종 역
- 2012년 SBS Plus 미니시리즈 《풀하우스 2》 ... 황범수 역
- 2012년 KBS2 수목드라마 《전우치》 ... 오용 역
- 2013년 JTBC 월화미니시리즈 《그녀의 신화》 ... 김종욱 역
- 2013년 JTBC 주말연속극 《맏이》 ... 이상남 역
- 2014년 tvN 금요드라마 《꽃할배 수사대》 ... 최재욱 역
- 2015년 KBS2 저녁 일일드라마 《오늘부터 사랑해》 ... 장범석 역
- 2015년 MBC 주말연속극 《엄마》
- 2015년 MBN 추석특집극 《엄마니까 괜찮아》 ... 서승민 역
- 2015년 MBC 월화드라마 《화려한 유혹》 ... 진정기 역 (특별 출연)
- 2016년 SBS 주말특별기획 《미녀 공심이》
- 2016년 SBS 일일연속극 《당신은 선물》 ... 김철용 역
- 2017년 KBS2 30초드라마 《2TV 스낵》 ... 김병세 부장 역
- 2017년 JTBC 금토드라마 《맨투맨》 ... 차명석 역
- 2017년 SBS 드라마 스페셜 《다시 만난 세계》 ... 이건철 역
- 2018년 KBS2 미니시리즈 《라디오 로맨스》 ... 지윤석 역
- 2018년 JTBC 월화드라마 《으라차차 와이키키》 ... 박창호 역 (특별 출연)

### 텔레비전 프로그램
- 1999년 8월 11일, 1999년 11월 17일 KBS2 《가족오락관》
- KBS2 《비타민》
- SBS 《놀라운 대회 스타킹》
- 2011년 3월 8일, 2011년 3월 15일 SBS 《강심장》
- SBS 《퀴즈 육감대결》
- KBS2 《위기탈출 넘버원》
- 채널A 《아내가 뿔났다》
- MBC 《미스터리 음악쇼 복면가왕》 - 참가자 (대세는 1인 가구 나 홀로 집에)

### 연극
- 1990년 《붉은 산》 ... 삵이 정익호 역(주인공)
- 1991년 《순교자》 ... 이 대위 역(주연)

### 뮤지컬
- 1992년 《아가씨와 건달들》 ... 스카이 마스터슨 역(남자 주연)

## 수상
- 1994년 제30회 백상예술대상 영화부문 남자 신인연기상
- 1994년 제32회 대종상영화제 신인남우상
- 1994년 제14회 한국영화평론가협회상 신인남우상
- 2002년 SBS 연기대상 시트콤부문 연기상
- 2007년 SBS 연기대상 베스트커플상
- 2010년 SBS 연예대상 예능 특별상